# Nyenkha
Nyenkha (Dzongkha: འནྱེན་ཁ་; Umschrift nach Wylie: 'Nyen-kha; auch "'Nyenkha", "Henkha", "Lap", "Nga Ked" und "Mangsdekha") ist eine Osttibetanische Sprache die von etwa 10.000 Personen im Trongsa-Distrikt in den Städten Sephu Geo und Trongsa Town sowie von den an den Black River gelegenen Dörfern Dangchhu, Phobjikha, Ridha, Taktse, Tashidingkha und Usar sowie im Südosten des Wangdue Phodrang-Distrikt gesprochen wird. 
Nyenkha ist mit Bumthang und Kurtöp verwandt. Mit Bumthang hat es eine lexikalische Ähnlichkeit von 75 bis 77 % und mit Kurtöp eine von 69 %, die Sprachen sind sich aber nicht gegenseitig verständlich. Dialekte des Nyenkha haben eine Variation in Ton und Wortschatz, die Dialekte sind normalerweise nach den Dörfern benannt, in denen sie gesprochen werden, Beispiele für solche sind Chutobikha und Phobjikha.

## Sprecher
Der Zensus 1991 ergab, dass Nyenkha von 11.472 Personen in sechs Gewogs gesprochen wird. 1993 steigerte sich die Zahl laut van Driem auf 10.000. 2010 wurde Nyenkha in zehn Gewogs gesprochen, aber nur von ungefähr 8700 Personen. Die Auswanderung und Bewegung des Modernisierungstrends begrenzt die Praktikabilität von Nyenkha als eine funktionierend Sprache, trotz des Rückgang der Zahlen und der Verlagerung auf Zweisprachigkeit, spricht die Mehrheit der Jugendlichen fließend Nyenkha.

## Sprachvergleich
Nyenkha zeigt einige Ähnlichkeiten zur nah verwandten Sprache Kurtöp und zu der Nationalsprache Dzongkha.:78–79
| Nyenkha    | Kurtöp      | Dzongkha | Deutsch  |
| ---------- | ----------- | -------- | -------- |
| dasu       | dasum/dusum | dari     | heute    |
| dawl       | dangla      | khatsa   | gestern  |
| naembae    | yamba       | naba     | morgen   |
| doe/doegyi | dodlai      | nyaeda   | schlafen |
| zoo/zayee  | zooye       | za       | essen    |
| chhung     | thrung      | chhum    | Reis     |
| nes        | nad         | naa      | Gerste   |
| zeng       | kar         | kaa      | Weizen   |
| kapch      | kebtang     | kebta    | Brot     |
| kheh       | khoe        | chhu     | Wasser   |

## Grammatik
Nyenkha hat kein Genus. Substantive und Pronomen können im Singular oder Plural stehen.:80
|           | Singular | Plural  |
| --------- | -------- | ------- |
| 1. Person | སྔ་ nga   | ནེ་ ney  |
| 2. Person | གཡེ་ gye  | ཡིད་ yid |
| 3. Person | ཁི་ khi   | བོས་ boe |

Im Gegensatz zu Dzongkha und vielen Sprachen Bhutans, flektiert Nyenkha auch Verben bei verschiedenen Numeri und Personen:
| Nyenkha                     | Beispiel            |
| --------------------------- | ------------------- |
| སསྔ་ལཱེག་དོ་ nga laeg-do        | Ich gehe gerade     |
| གཡནེ་ལཱ་ཆུག་དོ་ ney laachhug-do | Wir gehen gerade    |
| ཁིཁི་ལས་ཤི་ khi las-shi        | Er/sie ist gegangen |
| བོས་ལཱ་ཆུག་ཤི་ boe laachhug-shi | Sie sind gegangen   |

:79–80